# Kitsuki

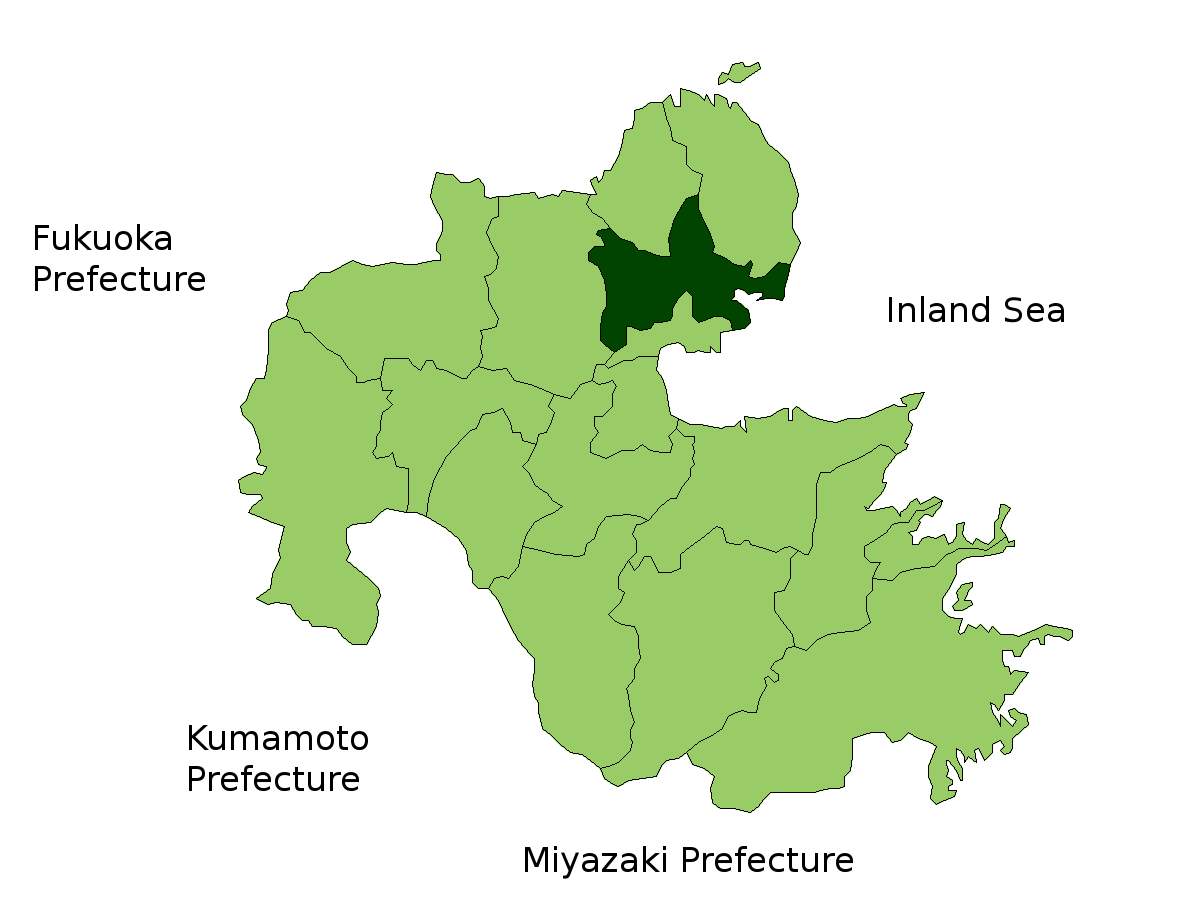

Kitsuki (杵築市 Kitsuki-shi?) este un municipiu din Japonia, prefectura Ōita.